# Biran (Gers)
Biran é uma comuna francesa na região administrativa da Occitânia, no departamento de Gers. Estende-se por uma área de 36.86 km², e possui 388 habitantes, segundo o censo de 2018, com uma densidade de 11 hab/km².